# 陈念贻
陈念贻（1930年—），男，广东番禺人，中国冶金物理化学家，曾任中国科学院上海冶金研究所研究员、博士生导师，第五届全国人大代表。